# Scydmaenus tarsatus
Scydmaenus tarsatus är en skalbaggsart som beskrevs av Müller och Kunze 1822. Scydmaenus tarsatus ingår i släktet Scydmaenus, och familjen glattbaggar. Arten är reproducerande i Sverige.

## Bildgalleri

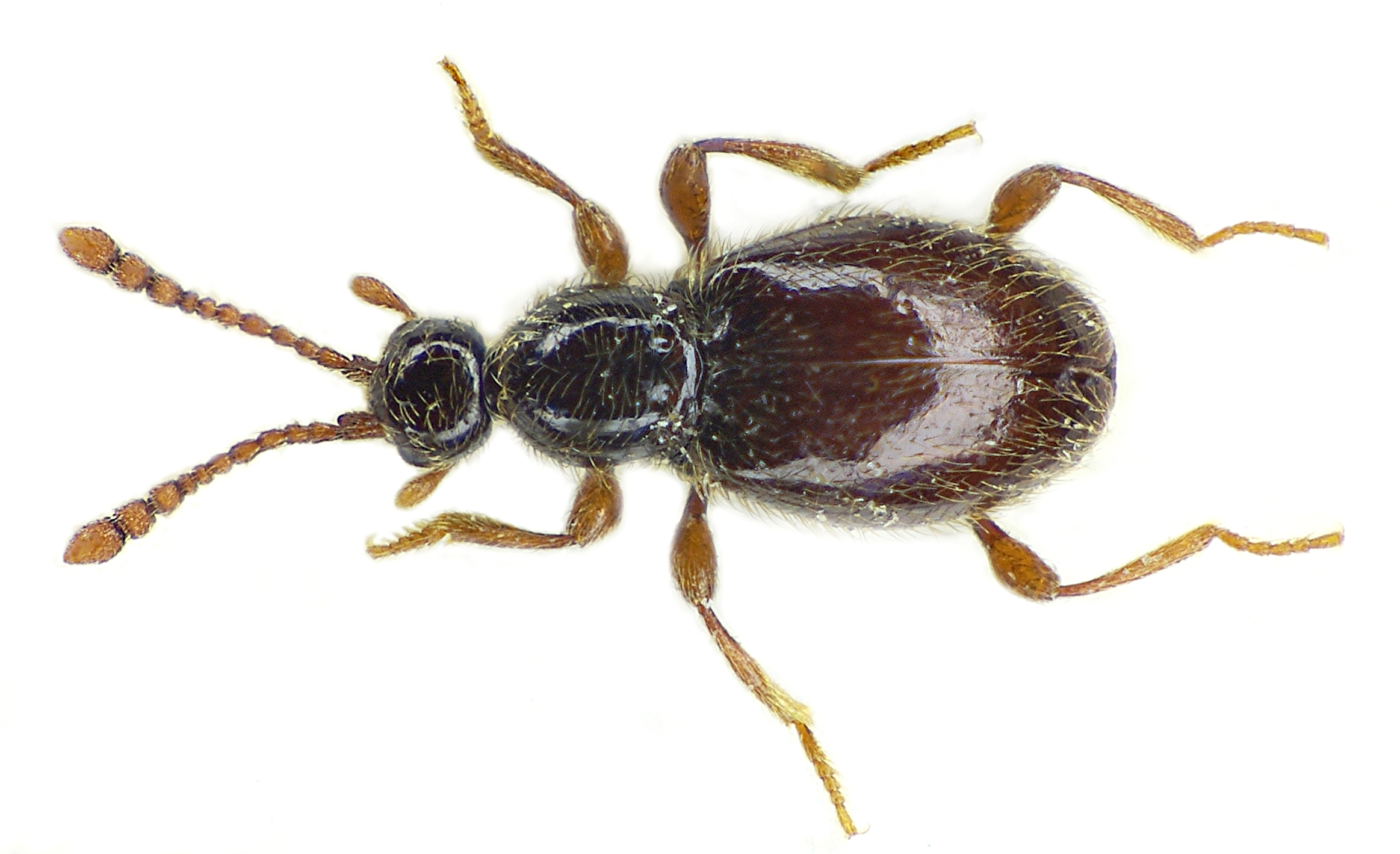
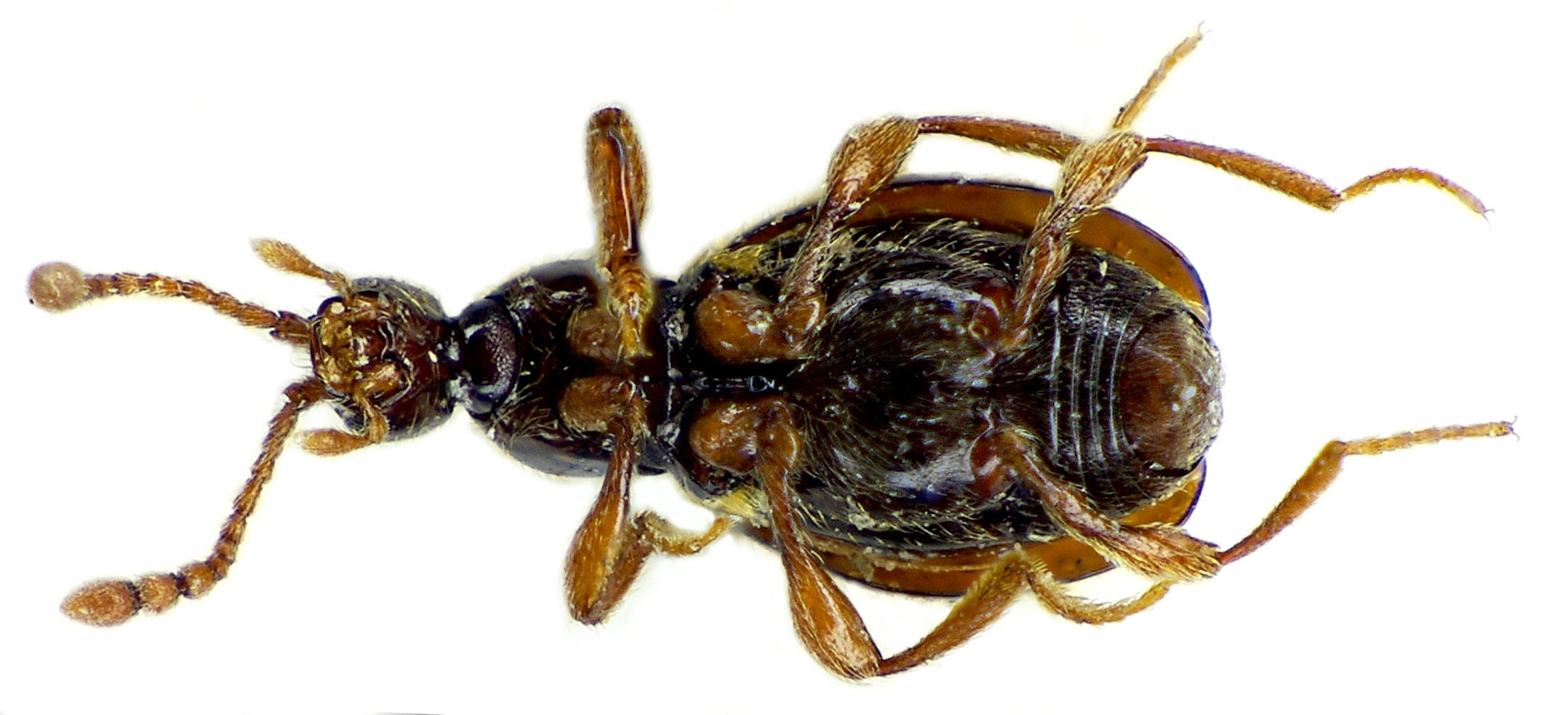
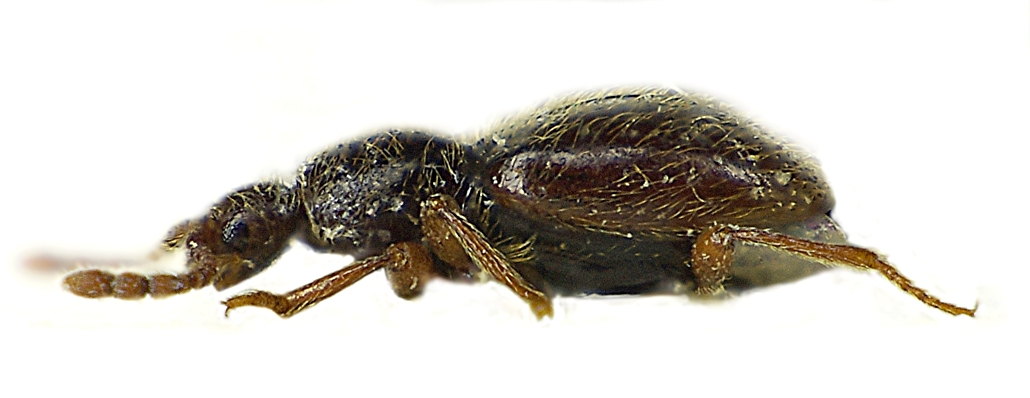
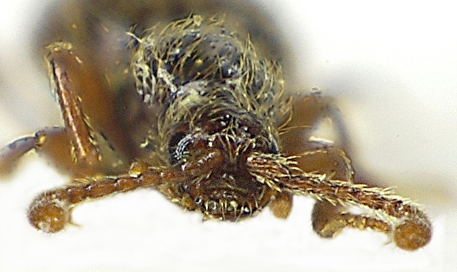
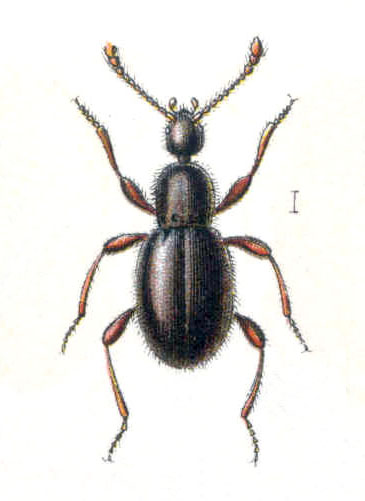